# Bockstensrevet
Bockstensrevet  is een Zweeds zandbank behorend tot de Lule-archipel. Het ligt 1 kilometer ten noorden van Degerö-Börstskär. Het eiland heeft geen oeververbinding en is onbebouwd. Het is een vogelreservaat.